# Щефен Якобс
Щефен Якобс (на немски: Steffen Jacobs) е немски есеист, поет, критик и преводач.

## Биография
Щефен Юкобс е роден на 4 април 1968 г. в Дюселдорф. От 1987 г. живее в Берлин. Следва германистика и театрознание в Свободния университет и през 90-те години работи като рецензент и колумнист за „Франкфуртер Алгемайне Цайтунг“, „Ди Велт“ и „Нойе Рундшау“.
От 1996 г. Щефен Якобс е писател на свободна практика в областта на поезията и литературната критика. Оттогава публикува четири стихосбирки и два есеистични сборника, а също издава три поетически антологии.
След 2002 г. Якобс превежда романи от английски, между другото от Филип Ларкин, Кингсли Еймис и Кирил Бонфилиоли.
Щефен Якобс е член на Майнцката академия за наука и литература и на ПЕН клуба на Германия

## Награди (подбор)
- 1998: Kunstpreis Berlin, Förderungspreis Literatur
- 2000: Projektstipendium des Deutschen Literaturfonds
- 2001: Amsterdam-Stipendium der Stiftung Kulturaustausch
- 2002: „Награда Хуго Бал“ на град Пирмазенс (поощрение)
- 2004: New-York-Stipendium zum Kranichsteiner Literaturpreis
- 2009: Projektstipendium des DeutschenLiteraturfonds
- 2011: Translator in Residence am Europäischen Übersetzer-Kollegium, Straelen